# 陳維真
陈维真（？—？），字念荩，號元台，福建漳州府龍溪縣人，軍籍，明朝政治人物。

## 生平
万历二十五年（1597年）丁酉科福建乡试舉人，三十二年（1604年）甲辰科进士，工部觀政，三十三年授户部主事，管御马仓，三十五年榷河西鈔关，三十六年革任。四十二年補肥乡知县，四十四年考察，改镇江府教授，四十五年升南京國子監助教。